# Hemilomecopterus
Hemilomecopterus is een kevergeslacht uit de familie van de boktorren (Cerambycidae). De wetenschappelijke naam van het geslacht werd voor het eerst geldig gepubliceerd in 2004 door Martins & Galileo.

## Soorten
Hemilomecopterus is monotypisch en omvat slechts de volgende soort:
- Hemilomecopterus alienus Martins & Galileo, 2004